# Desulfotomaculum australicum
Desulfotomaculum australicum è una specie di batterio appartenente alla famiglia delle Peptococcaceae.